# Exoměsíc

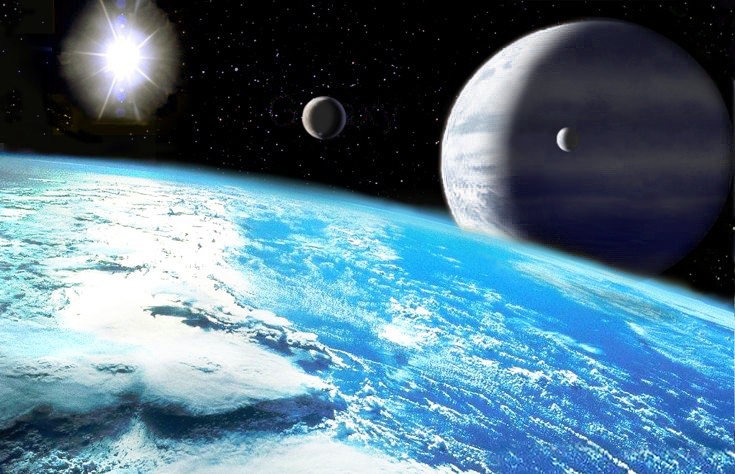
Umělecká představa exoměsíců obíhajících exoplanetu ypsilon Andromedae d

Exoměsíc nebo extrasolární měsíc je přirozená družice obíhající exoplanetu nebo jiné extrasolární těleso, které není hvězdou.
Z empirického studia přirozených satelitů ve sluneční soustavě lze odvodit, že exoměsíce jsou běžným prvkem planetárních soustav. Většina objevených exoplanet jsou plynní obři. Ve sluneční soustavě mají plynní obři velké množství přirozených družic (viz články Měsíce Jupiteru, Měsíce Saturnu, Měsíce Uranu a Měsíce Neptunu), dá se tedy předpokládat, že exoměsíce jsou u takových exoplanet podobně běžné.
Současnými technologiemi lze exoměsíce jen obtížně objevit a potvrdit jejich existenci. Díky různým misím, jako je například Kepler, je ale známo množství kandidátů, z nichž některé mohou být i obyvatelné. Jeden potenciální exoměsíc by rovněž mohl být toulavou planetou.
Jedním z kandidátů na exoměsíc je Kepler-1625b I, zatím však nemáme žádný takový nález potvrzený.